# روي بلاك
روي بلاك (بالألمانية: Roy Black)‏ هو مغني وممثل ألماني، ولد في 25 يناير 1943 ببوبينغن في ألمانيا، وتوفي في 9 أكتوبر 1991 بهيلدينشتآين في ألمانيا.

## وصلات خارجية
- روي بلاك على موقع IMDb (الإنجليزية)
- روي بلاك على موقع مونزينجر (الألمانية)
- روي بلاك على موقع ميوزك برينز (الإنجليزية)
- روي بلاك على موقع أول موفي (الإنجليزية)
- روي بلاك على موقع ديسكوغز (الإنجليزية)
- روي بلاك على موقع قاعدة بيانات الفيلم (الإنجليزية)